# سیم‌سیتی ۴
سیم‌سیتی ۴ (به انگلیسی: SimCity 4) یا به اختصار SC4، یک بازی سبک شهرسازی از سری سیم‌سیتی که توسط ماکسیس ساخته شده و در سال ۲۰۰۳ توسط شرکت الکترونیک آرتز برای رایانه منتشر شده‌است.

## بازتاب‌ها
| گردآورنده  | امتیاز    |
| ---------- | --------- |
| گیم‌رنکینگز | ۸۵٫۱٪     |
| متاکریتیک  | ۸۴ of ۱۰۰ |

| ناشر           | امتیاز    |
| -------------- | --------- |
| گیم‌اسپات       | ۸٫۱ of ۱۰ |
| گیم‌اسپای       | ۷۵ of ۱۰۰ |
| آی‌جی‌ان         | ۹٫۲ of ۱۰ |
| InsideMacGames |           |

| ناشر | جایزه                                             |
| ---- | ------------------------------------------------- |
|      | IGN: Editors' Choice                              |
|      | Parents' Choice Foundation: Parents' Choice Award |

## پوند به بیرون
- Official SimCity ۴ website
- Inside scoop articles on SimCity ۴
- SimCity ۴ fansite directory